# Kretki Małe
Kretki Małe – wieś w Polsce położona w województwie kujawsko-pomorskim, w powiecie brodnickim, w gminie Osiek.

## Podział administracyjny
| SIMC    | Nazwa               | Rodzaj    |
| ------- | ------------------- | --------- |
| 1027685 | Parcele Kretkowskie | część wsi |
| 1027722 | Pod Lasem           | część wsi |
| 1027774 | Resztówka           | część wsi |
| 1027834 | Wólka Kretkowska    | osada     |

W latach 1954–1959 wieś należała i była siedzibą władz gromady Kretki Małe, po jej zniesieniu w gromadzie Osiek. W latach 1975–1998 miejscowość administracyjnie należała do województwa toruńskiego.

## Demografia
Według Narodowego Spisu Powszechnego (III 2011 r.) liczyły 351 mieszkańców. Są trzecią co do wielkości miejscowością gminy Osiek.